# 公报 (美国国会图书馆)
《公报》（英語：The Gazette），中文全称《美国国会图书馆公报》，是一份由美国国会图书馆出版发行的报纸，创刊于1990年4月6日，主要面向国会图书馆的工作人员。该报现任主编（Executive Editor）是艾普若·斯莱顿（April Slayton），出版编辑（Publications Editor）是马克·哈特塞尔（Mark Hartsell）。
在时任国会图书馆馆长詹姆士·哈德利·比林顿（James Hadley Billington）领导下的“1988-1989年管理和计划委员会”（1988–89 Management and Planning Committee）的努力下，《美国国会图书馆公报》问世，1990年4月6日，该报出版发行第一期。